# CD Covadonga
CD Covadonga is een Spaanse voetbalclub uit Oviedo die uitkomt in de Segunda Federación Grupo I. De club werd in 1979 opgericht en speelt haar thuiswedstrijden in Estadio Los Castañañes.
Burgos CF ·
Celta de Vigo B · 
SD Compostela ·
Coruxo FC · 
CD Covadonga ·
Cultural Leonesa ·
Deportivo La Coruña ·
Racing de Ferrol · 
CD Guijuelo ·
UP Langreo ·
CD Lealtad ·
Club Marino de Luanco ·
CD Numancia ·
Real Oviedo B·
Pontevedra CF ·
Salamanca CF ·
Unionistas de Salamanca CF ·
 Sporting Gijón B ·
Real Valladolid B ·
Zamora CF ·